# Loco Contigo
Singles par DJ Snake
Enzo
(2019) Fuego
(2019)
Singles par J. Balvin
Ven y Hazlo Tú
(2019) Que Pretendes
(2019)
Singles par Tyga
Haute
(2019)
Clip vidéo
(en) [vidéo] « "Loco Contigo" (official) », sur YouTube
Loco Contigo est une chanson du DJ et producteur français DJ Snake, en featuring avec J. Balvin et Tyga. Le titre est sorti en tant que 6e single de l'album Carte Blanche, le 14 juin 2019 en téléchargement numérique sur le label Interscope. La chanson a été écrite et produite par William Grigahcine, José Álvaro Osorio Balvín, Michael Ray Nguyen-Stevenson.

## Clip vidéo
Le clip est publié sur YouTube le 13 juin 2019 et est réalisé par Colin Tilley et produit par Daniel Karp. Le tournage principal a eu lieu dans le désert de Las Vegas, dans le Nevada.

## Liste des titres
| 1. | Loco Contigo | 3:03 |

| 1. | Loco Contigo (Cedric Gervais Remix) | 4:40 |

| 1. | Loco Contigo (Remix) (featuring J. Balvin, Ozuna, Nicky Jam, Natti Natasha, Darell & Sech) | 5:47 |

## Classements
| Classement (2019)             | Meilleure position |
| ----------------------------- | ------------------ |
| Suisse (Schweizer Hitparade)  | 15                 |
| Allemagne (Media Control AG)  | 57                 |
| Pays-Bas (Nederlandse Top 40) | 56                 |
| Italie (FIMI)                 | 59                 |
| Autriche (Ö3 Austria Top 40)  | 72                 |

## Certification
| Région                                                                                                 | Certification | Ventes/Streams |
| --- | ------------- | -------------- |
| Belgique (BEA)                                                                                         | 1 × Platine   | 0*             |
| Brésil (ABPD)                                                                                          | 3 × Platine   | 0*             |
| Canada (Music Canada)                                                                                  | 1 × Platine   | 10 000^        |
| France (SNEP)                                                                                          | 1 × Diamant   | 400 000*       |
| Allemagne (BM)                                                                                         | 1 × Or        | 0^             |
| Italie (FIMI)                                                                                          | 2 × Platine   | 0‡             |
| Portugal (AFP)                                                                                         | 1 × Platine   | 0x             |
| Espagne (PME)                                                                                          | 2 × Platine   | 0^             |
| *Ventes selon la certification ^Mise en rayon selon la certification xNon précisé par la certification |               |                |